# Somit

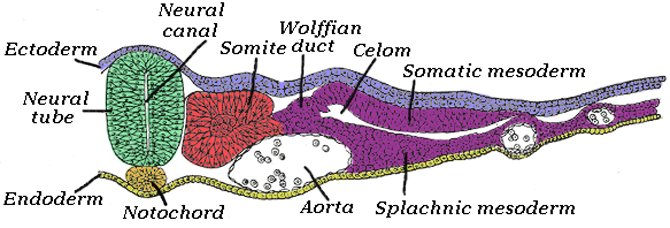
Příčný řez tělem obratlovce, červeně je somit

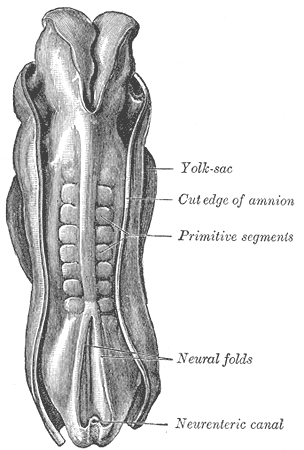
Somity lidského embrya (velikost embrya – 2,11 mm)

Somit (též primitivní segment) je v embryologii označení pro párové oblasti mezodermu, které se vytváří v raných fázích vývoje strunatců a leží na obou bocích podél struny hřbetní. Somity vznikají embryonálně jako váčky odštěpené z coelomu, a to procesem somitogeneze. Není to však vlastně nic jiného než určitý typ tělního článkování.

## Vývoj

### U kopinatců
Kopinatci jsou známí primitivní strunatci, u nichž již dochází ke vzniku somitů. Ty se odštěpují jako váčky z coelomu. Posléze vyplňují prostor kolem neurální trubice a nakonec vrůstají i do bočních mezer mezi střevem a stěnou těla.
Somitů je u dospělého kopinatce přes padesát párů, přepážky mezi sousedními somity se označují jako myosepta. Boční části somitů (splanchnotomy) sice krátce poté splývají a vzniká z nich hypoderm, zádové segmenty kolem neurální trubice však zůstávají rozčleněné a představují vlastní mezodermální somity. Protože z nich vznikají hlavně svaly, říká se jim myotomy (myos = sval). Z povrchové části somitů (tzv. dermatom) však vzniká i podkožní vazivo. Vzniká i sklerotom, ale ten má poměrně okrajovou funkci a podílí se na stavbě chordy.

### U obratlovců
U obratlovců rovněž dochází ke vzniku somitů odštěpením z coelomu, ale poněkud odlišným způsobem než je tomu u kopinatců. Boční (laterální) část somitů (hypoderm) se však nikdy nerozdělí na jednotlivé články, namísto toho vzniká rovnou souvislá laterální destička. Mezi vlastními somity na zádové straně a hypodermem na břišní straně vznikají nefrotomy (mezomery), jež dají vzniknout vylučovací soustavě. Základní schéma somitově usořádaného svalstva se uchovává nejlépe u vodních obratlovců, jako jsou např. ryby. Na jejich svalovině jsou dobře patrné myomery, vznikající právě ze somitů. Na boku jsou rybí somity rozděleny napůl takzvanou horizontální vazivovou přepážkou (septum horizontale) na dorzální (zádovou, epaxiální) a břišní (ventrální, hypaxiální) část.

### U člověka
Také u člověka dochází ke vzniku somitů, a to podobně jako u ostatních obratlovců. Somitogeneze začíná kolem 3. týdne, a to nejprve vznikem tzv. somitomer. V oblasti hlavové splývají a vzniká z nich svalovina hlavy, od týlní oblasti níže se somitomery sdružují a vznikají z nich skutečné somity. Na konci 5. týdne je u člověka 42–44 párů somitů.